# Hirmoneura vsevolodi
Hirmoneura vsevolodi är en tvåvingeart som beskrevs av Paramonov 1956. Hirmoneura vsevolodi ingår i släktet Hirmoneura och familjen Nemestrinidae. Inga underarter finns listade i Catalogue of Life.